# Wilhelm von Urenbach
Wilhelm von Urenbach – wielki mistrz krzyżacki wybrany w 1253 przez stronnictwo propapieskie przeciwko wielkiemu mistrzowi Poppo von Osterna. W niektórych źródłach uważany za uzurpatora urzędu wielkiego mistrza.

## Życiorys
Bliska współpraca zakonu krzyżackiego z cesarzem Fryderykiem II i jego następcami z dynastii Hohenstaufów spowodowała konflikt z papiestwem. Wielcy mistrzowie krzyżaccy: Heinrich III von Hohenlohe i Günter von Wüllersleben należeli do gorliwych sprzymierzeńców stronnictwa Gibelinów i obozu cesarskiego w Niemczech. Sytuacja, która groziła rozwiązaniem zakonu krzyżackiego lub klątwą papieską na całą organizację spowodowała, że grupa braci rycerzy sprzysiężyła się przeciw ekskomunikowanemu Fryderykowi II. Na czele propapieskiego stronnictwa w zakonie stanął mistrz krajowy w Prusach Dytryk von Grüningen. Spory wewnętrzne we władzach zakonnych odzwierciedlały się w burzliwych obradach kapituły zakonnej, która miała za zadanie wybrać nowego wielkiego mistrza w 1252 roku. Gdy większość opowiedziała się za procesarsko nastawionym Poppo von Osterna, mniejszość złożona z braci przeciwników Hohenstaufów wypowiedziała mu posłuszeństwo i wybrała w 1253 własnego wielkiego mistrza w osobie Wilhelma von Urenbach.
Wilhelm von Urenbach rezydował w Wenecji. O jego działalności nie wiemy prawie nic poza jednym dokumentem, który został wystawiony w 1253 roku i dotyczył umowy granicznej między dobrami zakonnymi a posiadłościami biskupa kurlandzkiego Henryka von Luxemburga. Wilhelm von Urenbach prawdopodobnie zrezygnował z urzędu w 1256 roku i podporządkował się wielkiemu mistrzowi Anno von Sangershausenowi.